# Cynwyd
Cynwyd ist eine Community und ein Dorf in der Principal Area Denbighshire in Nordwales. Die Community hatte beim Zensus 2011 genau 542 Einwohner, die allesamt in der einzigen Siedlung, dem gleichnamigen Dorf Cynwyd, lebten.

## Geographie

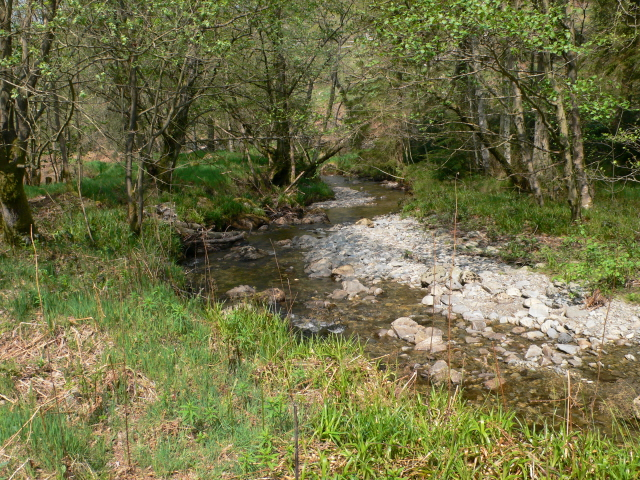
Der Afon Trystion

Cynwyd liegt in Nordwales im Süden der Principal Area Denbighshire an der Grenze zu Gwynedd und Wrexham County Borough, etwas südwestlich von Corwen im Upper Dee Valley. So grenzt die Community im Westen an Llandderfel in Gwynedd und im Osten an Llansantffraid Glyn Ceiriog und im Südosten an Ceiriog Ucha in Wrexham, während sie im Süden eine gemeinsame Grenze mit Llandrillo und im Norden mit Corwen in Denbighshire hat. Die Community umfasst neben der einzigen Siedlung, dem Dorf Cynwyd in der Mitte der Community, die Gebiete westlich und nördlich davon sowie das langgezogene Tal des Afon Trystion samt einem Wasserfall im Osten, der nahe Cynwyd in den von Süden nach Norden durch die Community fließenden River Dee mündet. Des Weiteren mündet im Gebiet nördlich des Dorfes mit dem River Alwen ein weiterer größerer Fluss in den Dee. Im Bereich des Tals des Afon Trystion liegen große Teile des sogenannten Cynwyd Forest sowie mehrere Berge und Randgebiete der Clwydian Range, einer Area of Outstanding Natural Beauty. Das gesamte Gebiet ist als Wandergebiet bekannt. Das Dorf Cynwyd selbst liegt auf etwa 160 Metern Höhe.

## Geschichte
Cynwyd gehörte einst zu Merionethshire, kam dann aber unter die Verwaltung von Denbighshire, wo es zu Llangar im Edeirnon District gehörte. Zwischen 1974 und 1996 war es Teil von Clwyd, ehe es als Community wieder zu Denbighshire gehörte.

## Verkehr
Entlang des River Dee führt durch die Community die Regionalstraße B4401 road, die sogenannte Llandrillo Road. Im Norden reicht die Community bis an die A5 road heran. Einst war Cynwyd mit einem eigenen Haltepunkt an die Ruabon and Bala railway angeschlossen, heutzutage verkehrt lediglich eine Buslinie auf ihrem Weg zwischen Barmouth und Wrexham über Dolgellau und Bala durch Cynwyd.

## Infrastruktur

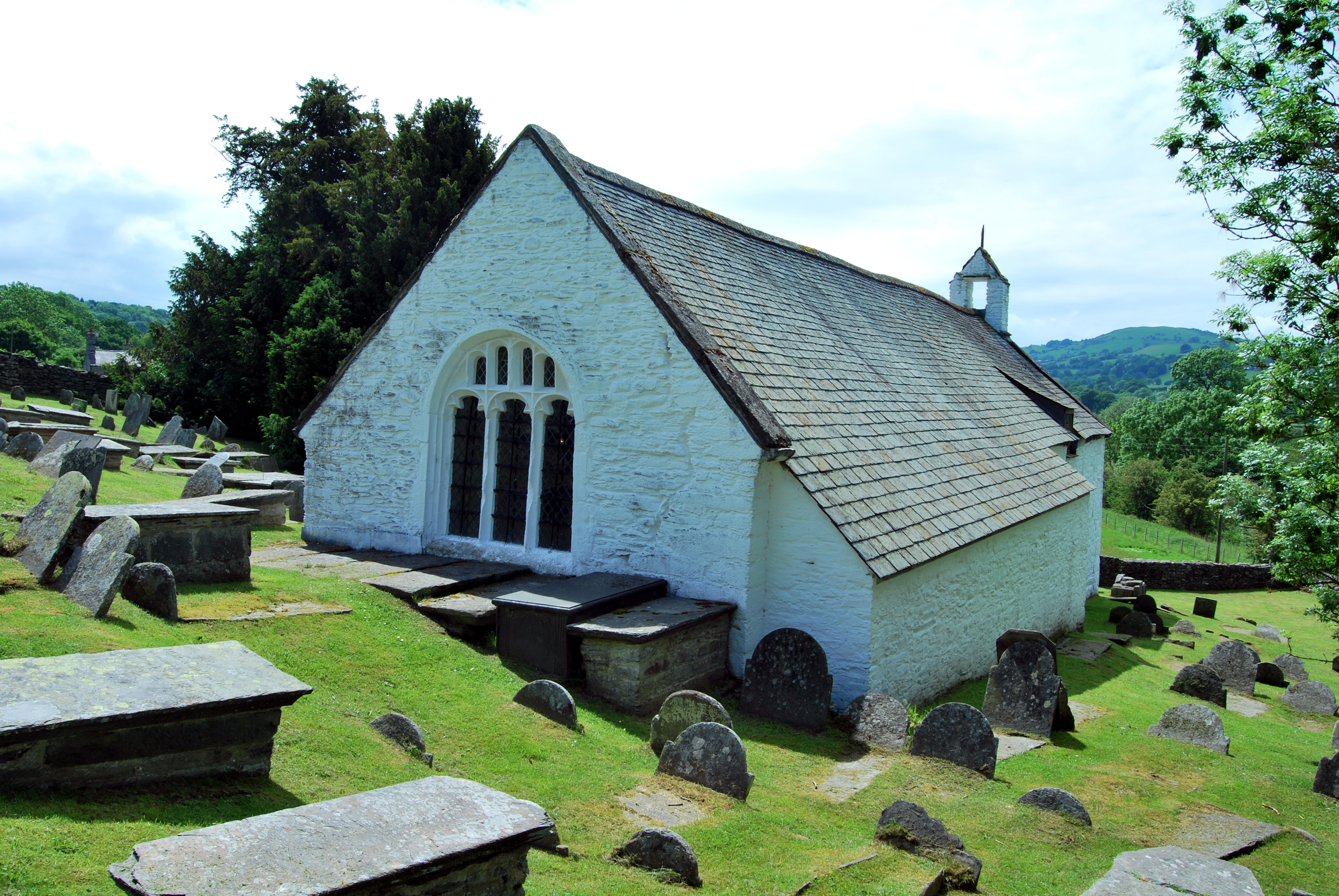
Die All Saints Church

Cynwyd hat ein eigenes Postbüro.

## Bauwerke
Auf dem Gebiet der Community stehen 23 Bauwerke, die in die Statutory List of Buildings of Special Architectural or Historic Interest aufgenommen wurden. Mit der Church of All Saints und dem sehr gut erhaltenen, spätmittelalterlichen hall house Plas Ucha gibt es zwei sogenannte Grade I buildings, also Gebäude des höchsten Grades, gefolgt vom Adelshaus Gwerclas Hall und den Brücken Pont Dyffrdwy und Pont Melin Rug sowie dem mittelalterlichen hall house Ty’n y Llwyn als Grade II* buildings. Alle übrigen 17 Bauwerke sind Grade II buildings.